# Coco (24kGoldn)
Coco è un singolo del rapper statunitense 24kGoldn, pubblicato il 4 dicembre 2020 come terzo estratto dal primo album in studio El Dorado.
Il brano vede la partecipazione del rapper statunitense DaBaby.

## Video musicale
Il video musicale, reso disponibile il 17 dicembre 2020, è stato diretto da Cole Bennett.

## Tracce
Testi e musiche di Golden Landis Von Jones, Jace Logan Jennings, Jonathan Kirk e Omer Fedi.
1. Coco (feat. DaBaby) – 2:22

## Formazione
- 24kGoldn – voce
- DaBaby – voce aggiuntiva
- 94Skrt – batteria, chitarra, produzione
- Omer Fedi – produzione
- Manny Marroquin – missaggio
- Robin Florent – missaggio

## Classifiche
| Classifica (2021) | Posizione massima |
| ----------------- | ----------------- |
| Belgio (Vallonia) | 61                |
| Canada            | 78                |
| Irlanda           | 83                |
| Romania           | 85                |